# Frederick Kaufman
Pour les articles homonymes, voir Kaufman.
Frederick Kaufman (né le 13 septembre 1919 à Vienne (Autriche) - mort le 6 juillet 1985) est un chimiste américain d'origine autrichienne,. 
Il est surtout connu pour ses recherches ayant mené au bannissement des sprays à base de chlorofluorocarbure aux États-Unis.

## Biographie
Frederick Kaufman est né en Autriche. Après l'annexion de cette dernière par l'Allemagne nazi, la famille Kaufman émigre au Panama en 1938. En 1941, Frederick Kaufman émigre à nouveau, cette fois à Baltimore, au Maryland. 
En 1948, sans diplôme de premier cycle, il obtient un doctorat de l'Université Johns-Hopkins.
Il a été directeur et président du Space Research Coordination Center de l'Université de Pittsburgh, président du Combustion Institute en 1982 ainsi qu'un membre de la National Academy of Sciences, de la NASA, de l'Air Force Research Laboratory et du National Research Council,.